# Kaiserlich Iranische Marine
Die Kaiserlich Iranische Marine (persisch  نیروی دریایی شاهنشاهی ایران ; englisch Imperial Iranian Navy (IIN)) bildete von 1932 bis 1979 die Marinestreitkraft der Streitkräfte des Kaiserreichs Iran unter der Pahlavi-Dynastie.
Die Kaiserlich Iranische Marine stellte die erste neuzeitliche Marine Irans am persischen Golf dar und bildete seit 1955 die kleinste Teilstreitkraft der Kaiserlich Iranischen Streitkräfte. Die IIN galt bis zur Islamischen Revolution als die größte und schlagkräftigste Marinestreitkraft des Nahen Ostens und bildete mit den beiden anderen Teilstreitkräften auf ihrem Höhepunkt die fünftgrößte Militärmacht der Welt. Mit dem Sturz des letzten Schah Mohammad Reza Pahlavi und der Abschaffung der Monarchie 1979 wurden sie durch die Marine der Islamischen Republik Iran abgelöst und infolge der anschließenden revolutionären Unruhen mit Massendesertionen und -exekutionen sowie durch den späteren Ersten Golfkrieg (1980–1988) personell und materiell stark dezimiert.

## Geschichte

### Anfänge
Seit dem antiken Perserreich bestand im Iran eine Marine. Diese erreichte unter den
Achämenidenreich (550–330 v. Chr.) ihren Höhepunkt. Die nachfolgenden Herrscher der Parther/Arsakiden (247 v. Chr.–224 n. Chr.) und Sassaniden (224–651) waren vielmehr auf eine territoriale Expansion bedacht und beschränkten die Rolle der Marine auf die Kontrolle der umliegenden Gewässer.
Erst in der Mitte des 18. Jahrhunderts unter der Regierungszeit von Nader Schah (1736–1747) unternahm der Iran ernsthafte Versuche, wieder eine bedeutendere nationale Marine aufzubauen. 1736 konnte die iranische Marine Bahrain zurückerobern und unternahm
mehrere Expeditionen in den Oman, um die strategisch wichtige Straße von Hormus kontrollieren zu können. Die westlichen europäischen Mächte weigerten sich aber, Schiffe an die aufstrebende persische Marine zu verkaufen, weswegen Nader Schah bestrebt war, eine einheimische Schiffbauindustrie zu fördern.
Aufgrund mangelnder natürlicher Ressourcen und fehlendem Fachwissen erwies sich der Aufbau einer indigenen Flotte als wenig erfolgversprechend. Daher bestand die persische Marine hauptsächlich aus ausländischen Schiffen (z. B. aus Indien). Die Flotte der Afschariden blieb in ihrer Schlagkraft durch mangelnde Erfahrung und Kompetenz von Soldaten und Flottenführung stark beeinträchtigt und Flotten wie jener der Osmanen, Russen oder Briten unterlegen. Im Persisch-Osmanischen Krieg (1743–1746) wurde 1743 ein Großteil der persischen Flotte zerstört.
Die Entdeckung von Erdölvorkommen zu Beginn des 20. Jahrhunderts im Iran machte es für den Iran notwendig, eigene Seestreitkräfte zu unterhalten, um den steigenden Seehandel zu schützen und die regionale Sicherheit im Persischen Golf zu garantieren. Die Kadscharen begannen als Teil ihrer Reformen mit dem Wiederaufbau einer iranischen Marine.
Am Vorabend des Ersten Weltkriegs bestand die Flotte der Kadscharen aus nur wenigen Schiffen. Die größten bildeten die 1885 erworbene Persepolis, ein 1200-Tonnen-Kanonenboot mit eisernem Rumpf der deutschen Schiffsbauunternehmung AG Weser (1925 ausrangiert) und die Suna, die ebenfalls bei der AG Weser in Auftrag gegeben wurde und als Patrouillenboot fungierte. Beide Schiffe wurden zunächst von deutschen Besatzungen bemannt, waren aber mangels Wartung und Pflege bald nicht mehr einsatztauglich. Die Susa wurde 1906 noch mit einer 4-Zoll-BL-Kanone, zwei 30-Pdr-Kanonen (BL) und zwei leichten Revolverkanonen bewaffnet. 1899 wurde das Kanonenboot Muzaffer (400 Tonnen) und 1902 die Kaiserliche Yacht Selika in Dienst gestellt.
Die Muzaffer stand im Ersten Weltkrieg im Dienst der britischen Marine, wurde in der Bombay-Werft der Royal Indian Navy überholt und dem Iran nach Kriegsende restituiert, wo sie bis 1936 in Dienst stand. Ebenfalls im Kriegseinsatz waren der Zolldampfer Azerbaidjan mit Heimathafen in Maskat, der zunächst bei der Royal Indian Navy eingesetzt wurde und 1919 dem Iran übergeben wurde, und der bewaffnete Dampfer Perebnoia, der 1920 von Sowjetrussland bei Bandar Anzali am Kaspischen Meer beschlagnahmt wurde.
Als Reza Shah am Putsch vom 21. Februar 1921 in Teheran teilnahm und Kriegsminister im Kabinett der Premierminister Hassan Mostofi und Hassan Pirnia wurde, begann er parallel zum Aufbau der Kaiserlich Iranischen Armee mit der Reformierung der iranischen Seestreitkräfte. Mit der Machtübernahme der Pahlavi-Dynastie 1925 arrivierte die Aufrüstung und Modernisierung der iranischen Armee zum Hauptanliegen des neuen Herrschers Reza Shah Pahlavi.
1922 erwarb der Iran das deutsche Minensuchboot FM24 (aus dem Jahr 1918, 170 Tonnen), das 1926 zuerst in Fatiya, später in Pahlavi und 1935 in Shahan umbenannt wurde und in den 1940er-Jahren ausrangiert wurde. Gleichzeitig wurden zwei Schaluppen, vier Motortorpedoboote und sechs Motorkanonenboote vom italienischen Schiffbauunternehmen Cantiere navale di Palermo gekauft und 1936 die neue kaiserliche Yacht Chahsever und der Schlepper Neyrou in Dienst gestellt. Die erworbenen Patrouillenboote bildeten die Aserbaidschan-Klasse und waren allesamt 30 Tonnen schwer und 20,88 × 3,81 × 1,07 m groß. Sie wurden von zwei Krupp-Dieselmotoren mit 300 PS angetrieben. Die Klasse umfasste die Schiffe Gehlani, Mazendern, Babolsar, Gorgan, Sef Indreude (alle 1935 ausrangiert). Die Schaluppen der sogenannten Babr-Klasse waren 63 × 9 × 3 m große, 950-Tonnen-Schiffe, die von zwei Fiat-Dieselmotoren mit einer Nennleistung 1200 PS angetrieben wurden und eine Höchstgeschwindigkeit von 15 Knoten erreichen konnten. Zwischen 1924 und 1927 erwarb der Iran zwei neue Schiffe aus dem  Deutschen Reich und Großbritannien.
1926 wurde erstmals eine Gruppe iranischer Kadetten nach Italien zur Ausbildung entsandt. 1928 beantragte die Kaiserlich Iranische Regierung von Mehdi Qoli Chān Hedāyat dem iranischen Parlament die Zustimmung von 200.000 Toman zur Reparatur der bereits bestehenden Marineflotte und zum Kauf neuer, bewaffneter Schiffe aus Italien für die Nordflotte. Am 20. März 1928 genehmigte das Parlament den Antrag und verabschiedete eine Resolution, die es dem damaligen Kriegsministerium erlaubte, jeweils einen, aus Italien abgesandten Marineoffizier und Maschinenbauingenieur für drei Jahre in Dienst der Iran zu stellen.
1931 liefen vier Motorboote der Charogh-Klasse vom Stapel. Sie waren sie mit drei 102-mm-Geschützen und zwei Maschinengewehren bewaffnet, 331 Tonnen schwer und maßen 52 × 6,7 × 1,83 Meter. Sie wurden von zwei Fiat-Dieselmotoren mit einer Leistung von 900 PS angetrieben und erreichten eine Höchstgeschwindigkeit von 15,5 Knoten. Später wurde die Bewaffnung durch je zwei 75-mm- und 37-mm-Doppelzweck-QF-Kanonen verstärkt.
1932 wurde offiziell die Kaiserliche Iranische Marine als eigene (Teil)streitkraft gegründet, welche aber vorerst Teil des Heeres blieb.

### Zweiter Weltkrieg
Zu Beginn des Zweiten Weltkriegs erklärte der Iran seine Neutralität. Zeitgleich mit der deutschen Invasion Polens 1939 hatten fünf deutsche und mehrere italienische zivile Schiffe im Persischen Golf im Hafen von Bandar-e Schahpur Zuflucht gesucht, was die Alliierten als eine Zunahme der militärisch-politischen Präsenz der Achsenmächte im Iran werteten.
1941 lief ein britisches Marineschiff unter Missachtung von mehreren Warnungen der iranischen Marine im Hafen von Khosrowabad in Abadan ein und ankerte. Darüber hinaus wurden britische Schiffe entlang des Schatt al-Arab positioniert.
Während der anglo-sowjetischen Invasion des Iran im August/September 1941 sah sich die iranische Flotte einem Überraschungsangriff der sowjetischen und britischen Truppen ausgesetzt und wurde beinahe vollständig zerstört.
Am 25. August 1941 griffen britische Marineeinheiten die Häfen Chorramschahr und Abadan an und versenkten alle der dort geankerten Fregatten und Kanonenboote. Anschließend eroberten indische Truppen den Marinestützpunkt in Chorramschahr und die Raffinerie in Abadan. Bei Bandar-i Pahlavī bombardierte die sowjetische Kaspische Meeresflottille den Hafen und landete mit Truppen an. Bereits am gleichen Tag war die gesamte iranische Flotte zerstört oder festgesetzt. Drei Boote der Aserbaidschan-Klasse sowie zwei Babr-Schaluppen waren versenkt worden, während die vier Schiffe der Charogh-Klasse festgesetzt wurden und erst 1946 an Iran restituiert wurden. Während des insgesamt sechstägigen Konflikts waren drei wichtige Zentren der iranischen Marine vollständig zerstört und besetzt worden: der Hafen Bandar-e Schahpur, wo die deutschen und italienischen Schiffe angelegt hatten, Abadan, Standort der wichtigsten iranischen Ölanlagen und das Marinehauptquartier in Chorramschahr. Schätzungsweise 600 iranische Marinesoldaten starben.
Mit der erzwungenen Abdankung Reza Schahs trat dessen Sohn Mohammad Reza Pahlavi dessen Nachfolge an. Im Rahmen des Dreimächteabkommens zwischen dem Iran, Großbritannien, der Sowjetunion und den Vereinigten Staaten wurden dem Iran im Rahmen des wirtschaftlichen und militärischen Wiederaufbaus zwei Schiffe als Entschädigung für die erlittenen Verluste ausgeliefert.
Obwohl der neue Schah umgehend mit dem Wiederaufbau der iranischen Armee begann, wurde der Wiederaufrüstung der Marine keine Priorität eingeräumt.

### Aufrüstung

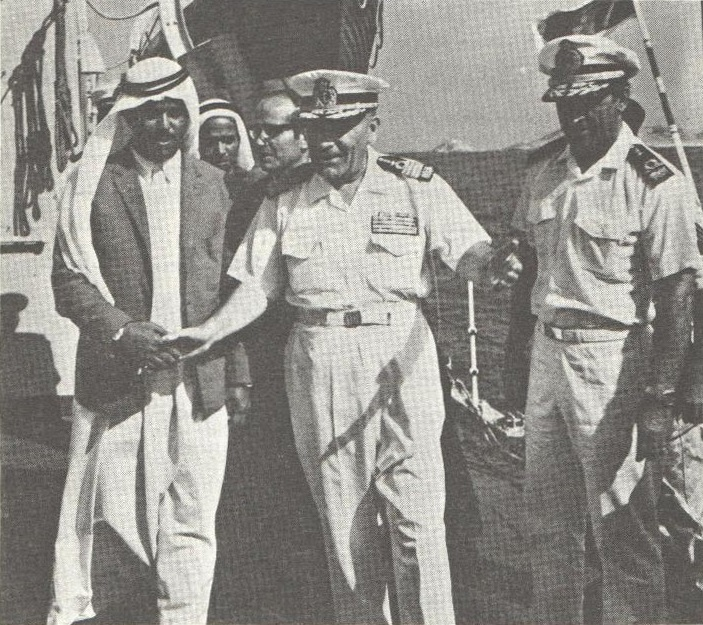
Scheich Saqr ibn Muhammad al-Qasimi nimmt iranische Offiziere nach der Besetzung der Insel Abu Musa in Empfang (1971)

In der Nachkriegszeit erwarb der Iran eine Handvoll Schiffe und Patrouillenboote aus den Vereinigten Staaten und Großbritannien. 1965 zählte die IIN 6000 Mann. Im Jahr 1968, als Großbritannien den Rückzug aus dem Persischen Golf bis 1971 ankündigte, beschloss die iranische Marineführung und der Schah, das sich ergebene Machtvakuum zu füllen und die Briten als führende Seemacht in der Region abzulösen. Der Rückzug Großbritanniens am Persischen Golf 1971 ermöglichte Iran die fast alleinige Kontrolle der Gewässer.
Mit der ab 1970 beginnenden massiven Aufrüstung der Kaiserlich Iranischen Streitkräfte sollte die Marine planmäßig und systematisch zur vorherrschenden Seestreitmacht in Vorderasien ausgebaut werden und bis 1980 eine dauerhafte iranische maritime Präsenz im Indischen Ozean etabliert werden. Im gleichen Zeitraum sollte die Personalstärke der Marine auf rund 40.000 steigen. Der Schah strebte in Zusammenarbeit mit australischen und südafrikanischen Seestreitkräften die Schaffung einer „trilateralen Sicherheitskraft zum Schutz der Seewege“ an.
Am 30. November 1971 besetzte die iranische Marine in Zusammenarbeit mit einem Kontingent des Heeres die Insel Abu Musa und die Tunb-Inseln, auf die der Iran seit langem historische Ansprüche erhoben hatte. Die Inseln in der Mündung der Straße von Hormus waren für den Iran von großem strategischem Interesse, da er mit ihnen den sie Zugang zum Persischen Golf kontrollieren konnte. 1972 wurde auf Ersuchen des Sultans Qabus bin Said ein iranisches Militärkontingent nach Oman geschickt. Die Eingreiftruppe der Imperial Iranian Task Force (IITF) sollte einen Aufstand mehrere linker Guerillagruppen in der Dhofar-Provinz niederschlagen. Die iranische Marine wurde zur Unterstützung der omanische Marine abkommandiert, in dem sie die Nachschublinien der Rebellen entlang der Küste unterband und die Truppen an Land durch Geschützfeuer unterstützte.
1972 zählte die Marine rund 9000 Soldaten, besaß einen Zerstörer, zwei mit Flugabwehrraketen bestückte Fregatten, vier Korvetten, 24 Patrouillenboote, vier Landungsboote, sechs Küstenminensuchboote, zehn Luftkissenfahrzeuge und 24 Hubschrauber. Zwischen 1966 und 1978 erwarb die IIN zwei Zerstörer der US-amerikanischen Allen-M.-Sumner-Klasse und einen britischen Zerstörer der Battle-Klasse, vier britische Raketen-Korvetten der Vosper-Klasse, 12 französische Patrouillenboote der La-Combattante-II-Klasse, 12 Luftkissenfahrzeuge und eine große Flotte von Marinehubschraubern aus US-Produktion. Mit den Vereinigten Staaten wurde zusätzlich ein Abkommen über den Kauf von vier Zerstörern und drei Diesel-U-Booten abgeschlossen.
Bis 1977 steigerte die Marine ihre Personalstärke auf rund 30.000 Personen.
Sie verfügte damit schätzungsweise über dreimal mehr Mannkraft als die Marinen der anderen Anrainerstaaten – Irak, Saudi-Arabien, Kuwait, Vereinigte Arabische Emirate, Katar, Bahrain und Oman – zusammen. Das Inventar der IIN umfasste gemäß dem International Institute for Strategic Studies 1977 drei Zerstörer, vier Fregatten mit Boden-Luft-Raketen, 25 Patrouillenboote sowie eine große Streitmacht von Luftkissenfahrzeugen, Minensuchern, Landungsfahrzeugen, Hilfs- und Logistikschiffen und 57 Hubschraubern. Zusätzlich sollten 12 U-Boote, Harpoon-Überschallraketen, vier Kreuzer und 12 Zerstörer sowie Seefernaufklärer-Flugzeuge des Modells Lockheed P-3 erworben werden. Im Gegensatz zur Luftwaffe, die im Wesentlichen von amerikanischer Technologie abhängig war, beschaffte die Marine ihre Ausrüstung aus einer Reihe westlicher Länder, darunter den Vereinigten Staaten.

### Islamische Revolution
Während der Jahre 1978/1979, als das Land von massiven inneren Unruhen betroffen war, wurde die Anschaffung hochentwickelter Waffen stark reduziert.
Mit der Islamischen Revolution wurde im Iran die islamische Republik ausgerufen. Mit der damit verbundenen Außerkraftsetzung der alten Verfassung von 1906 wurden dem Schah sämtliche Kommandorechte entzogen. Sämtliche Insignien mit Bezug zur Monarchie wurden entfernt und die Kaiserliche Marine in Marine der Islamischen Republik Iran umbenannt. Gleichzeitig kam es zu groß angelegten Säuberungsaktionen gegen vermeintliche und tatsächliche schahtreue Offiziere und Soldaten.
Der Sturz des Schahs sowie die Massenexekutionen und -verhaftungen zahlreicher hochrangiger Offiziere sowie die Desertionen großer Teile der Armee betrafen die iranische Marine nicht in dem Masse wie das Heer oder die Luftwaffe, da sie kaum an Aktionen gehen schahkritische Kräfte beteiligt war. Als einzige Teilstreitkraft blieb diese weitestgehend von den revolutionären Säuberungen verschont und konnte ihre Kampfkraft auch nach 1979 in einem gewissen Maß aufrechterhalten. Lediglich ca. 3000 bis 4000 Soldaten desertierten.

## Aufbau

### Kommandostruktur
Der Schah war gemäß der Verfassung von 1906 Oberbefehlshaber sämtlicher Streitkräfte. Er führte in dieser Eigenschaft den Titel Bozorg Artešhdârân (Oberbefehlshaber). Die Kommandogewalt des Schahs umfasste neben der Führung des Oberbefehls auch das Treffen von sämtlichen wichtigen Entscheidungen bezüglich der Verteidigungsbedürfnisse des Iran.
Der Schah übte die operative Kontrolle der Marine durch den Stab des Oberbefehlshabers aus, eine gemeinsame Organisation, die die Aktivitäten der drei Teilstreitkräfte (Heer, Marine und Luftwaffe) lose koordinierte. Die operative Kontrolle des Marine wurde nominell durch den Chef des Stabes ausgeübt. Zu dessen Aufgaben geöhrte die Organisation des Marinehauptquartiers in Teheran, die Pflege von Ufereinrichtungen und die Koordination der maritimen Operationen.
Der Stabschef des Schahs fungierte als dessen Stellvertreter im Kaiserlichen Oberkommando. Zu dessen Mitarbeitern gehörte ein stellvertretender Stabschef sowie die stellvertretenden Kommandanten für die Bereiche Logistik, Marinepersonal, und „Operationen und Planungen“ zusammen mit den Direktoren für Administration, Medizin, „Pläne und Programme“, Operationen, Kommunikation und Informationen und Kommandos. Zusätzlich waren dem Stabschef die Flotten- und Stützpunktkommandeure unterstellt.

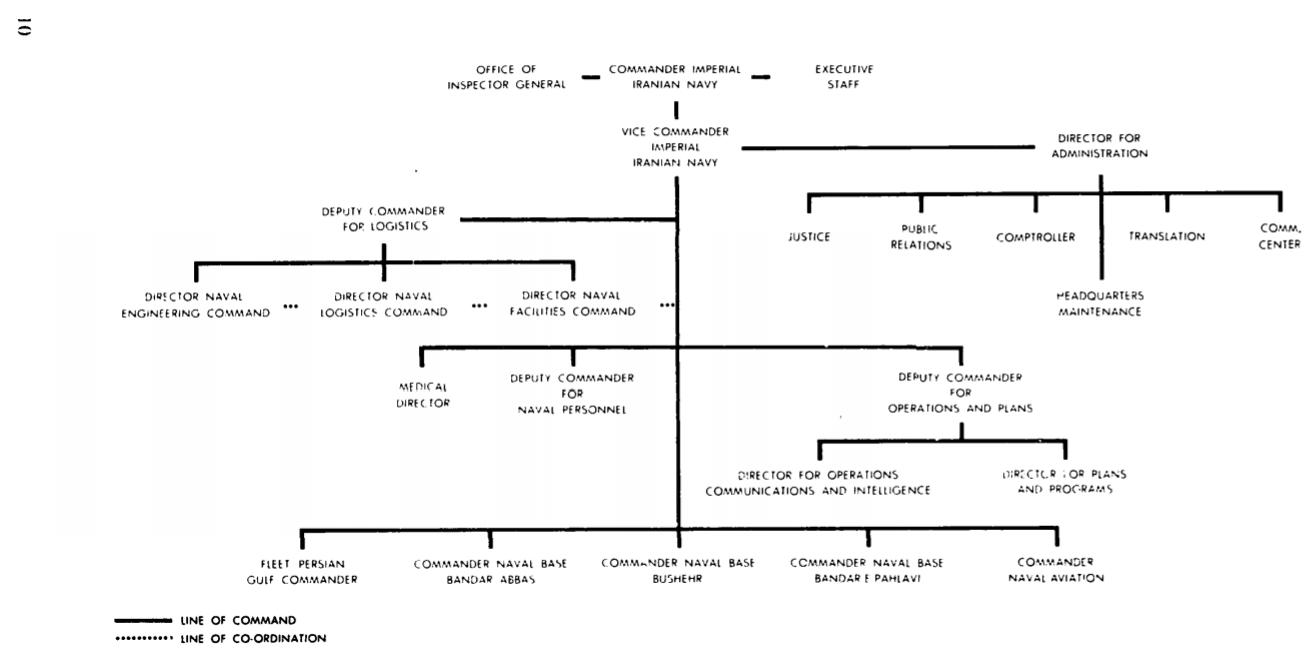
Organigramm der Kommandostruktur der IIN (1973)

### Hauptquartier und Gliederung
Das erste Hauptquartier der Marine befand sich in Chorramschahr in der Provinz Chuzestan am Ufer der Schatt al-Arab-Wasserstraße. Es wurde von Bandar Abbas abgelöst, wohin ein Großteil der Flotte der Marine bis 1977 verlegt wurde.
Die Kaiserliche Marine gliederte sich vor dem Zweiten Weltkrieg in zwei Flotten. Die südliche Flotte, die vor dem Zweiten Weltkrieg Schiffe, die vom Königreich Italien, dem Deutschen Reich und Großbritannien erworben worden waren, umfasste und im Persischen Golf operierte und die kleinere nördliche bzw. kaspische Flotte, die aus vier kleineren Schiffen und der Kaiserlichen Yacht des Schahs bestand.
1973 organisierte sich die iranische Marine in drei Flotten, die durch einen fliegenden Verband, bestehend aus einer U-Boot-Abwehr und einer Minensuch-Hubschrauberstaffel, und einem Transportbataillon unterstützt wurden. Am Golf von Oman wurde – zusätzlich zur südlichen und nördlichen Flotte – ein neuer Schiffsverband eingerichtet. 1979 bestanden Marinestützpunkte in Chorramschahr, Bandar Abbas, Buschehr, Bandar-i Pahlavī, Bandar-e Schahpur, Tschahbahar und auf den Inseln Hengam und Charg.
1977 wurden zwei Marinebataillone aufgestellt.

### Dienstgrade und Dienstgradabzeichen

#### Offiziere
| Dienstgradgruppe                  | Flaggoffiziere | Flaggoffiziere | Flaggoffiziere         | Flaggoffiziere     | Flaggoffiziere     | Stabsoffiziere             | Stabsoffiziere            | Stabsoffiziere            | Subalternoffiziere   | Subalternoffiziere        | Subalternoffiziere        | Offizieranwärter          |
| --------------------------------- | -------------- | -------------- | ---------------------- | ------------------ | ------------------ | -------------------------- | ------------------------- | ------------------------- | -------------------- | ------------------------- | ------------------------- | ------------------------- |
| Ärmelabzeichen und Schulterstücke |                |                |                        |                    |                    |                            |                           |                           |                      |                           |                           |                           |
| Dienstgrad                        | Aryabod        | Darybod        | Daryāsālār (دریاسالار) | Daryābān (دریابان) | Daryādār (دریادار) | Nākhodā Yekomn (ناخدا یکم) | Nākhodā Dovom (ناخدا دوم) | Nākhodā Sevom (ناخدا سوم) | Nāvsarvān (ناوسروان) | Nāvbān Yekom (ناوبان یکم) | Nāvbān Dovom (ناوبان دوم) | Nāvbān Sevom (ناوبان سوم) |
| Dienstgrad (Bundeswehr)           | nicht vergeben | Admiral        | Vizeadmiral            | Konteradmiral      | Flottillenadmiral  | Kapitän zur See            | Fregattenkapitän          | Korvettenkapitän          | Kapitänleutnant      | Oberleutnant zur See      | Leutnant zur See          | Oberfähnrich zur See      |
| NATO-Rangcode                     | OF-10          | OF-9           | OF-8                   | OF-7               | OF-6               | OF-5                       | OF-4                      | OF-3                      | OF-2                 | OF-1                      | OF-1                      | OF-D                      |

### Insignien

Seeflagge (1933–1980)
Gösch (1926–1974)
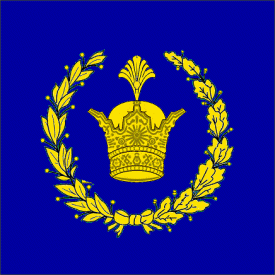
Gösch (1974–1979)
Flugzeugkokarde

### Ausbildung

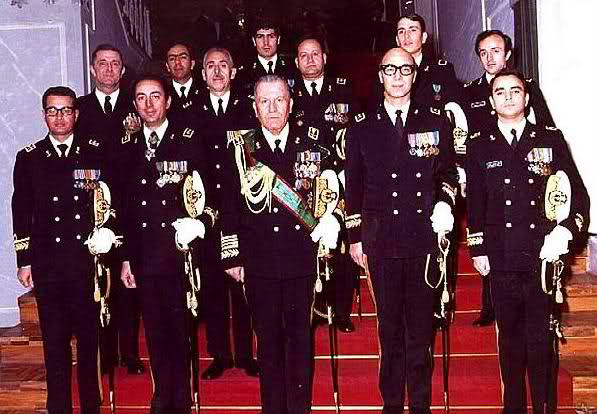
Hochranigige Offiziere der IIN mit dem damaligen Oberbefehlshaber Admiral Farajollah Rasaei in Bandar-i Pahlavī (ca. 1960)

Das Naval Training Center in Bandar-i Pahlavī stellte den größten Ausbildungskomplex der Marine dar und umfasste eine Offiziers- und Unteroffiziersschule sowie eine Tauchschule. Einige weiterführende Spezialisierungen in diesen Bereichen wurden in Chorramschahr angeboten. Die Ausbildung im Umgang mit Geschützen sowie ein Flottentrainingscenter waren in Buschehr angesiedelt.
Die Ausbildung der Marinesoldaten erfolgte in enger Zusammenarbeit mit US-amerikanischen, britischen, italienischen, pakistanischen und türkischen Ausbildern, wobei sich hier mit der Gründung eigener iranischer Ausbildungseinrichtungen in den letzten Jahren eine zunehmende Trendwende abzeichnete.
Die Ausbildung begann mit einer viermonatigen Grundausbildung in Rascht. Anschließend konnte freiwillig ein achtmonatiger Zusatzkurs mit Spezialisierungen in den Bereichen Seemannschaft, Ingenieurwesen sowie Elektrodynamik in Bandar-i Pahlavī besucht werden. Erst nach Ablegen der Grundausbildung bzw. Besuch des Zusatzkurses war die praktische Ausbildung auf See vorgesehen, die zunächst in Rascht erfolgte. Anschließend wurden die Wehrpflichtigen auf die verschiedenen Marinestationen Irans verteilt.
Ein Teil des Offiziersstandes (insbesondere Unteroffiziere) wurde – ähnlich wie beim Heer – im Ausland (USA, Türkei, Pakistan) ausgebildet (Stand 1971). Die meisten iranischen Marineoffiziere wurden an der Militärakademie des Heeres ausgebildet oder haben ausländische Marineakademien besucht. Zusätzlich zur Militärakademie des Heeres bestand eine Offiziersschule in Bandar-i Pahlavī
Die Kaiserlich Iranische Marine nahm regelmäßig an bilateralen Seemanövern mit den Seestreitkräften des Vereinigten Königreichs («ARYA» und «KHARGEX») sowie mit den Partnerstaaten der CENTO («MIDLINK») teil.

### Budget
1978 wurde vom Schah ein Rüstungsprogramm mit dem Ziel der Verdoppelung der Flottengröße und dem Ausbau der Militärpräsenz im Indischen Ozean im Umfang von rund fünf Milliarden US-Dollar aufgelegt.
Das Programm umfasste unter anderem den Kauf von sechs deutschen U-Booten sowie von Fregatten, mindestens acht Minensuchern und einigen Patrouillenbooten verschiedener europäischer Hersteller im Wert von ca. 3,5 Milliarden US-Dollar. Zusätzlich wurden drei gebrauchte US-amerikanische U-Boote der Tang-Klasse sowie vier Zerstörer der Spruance-Klasse, die Anfang der 1980er Jahre an Iran ausgeliefert werden sollten, bestellt. Die Gesamtkosten für diesen Rüstungskauf wurden auf über 1,5 Milliarden US-Dollar geschätzt.

### Uniformierung

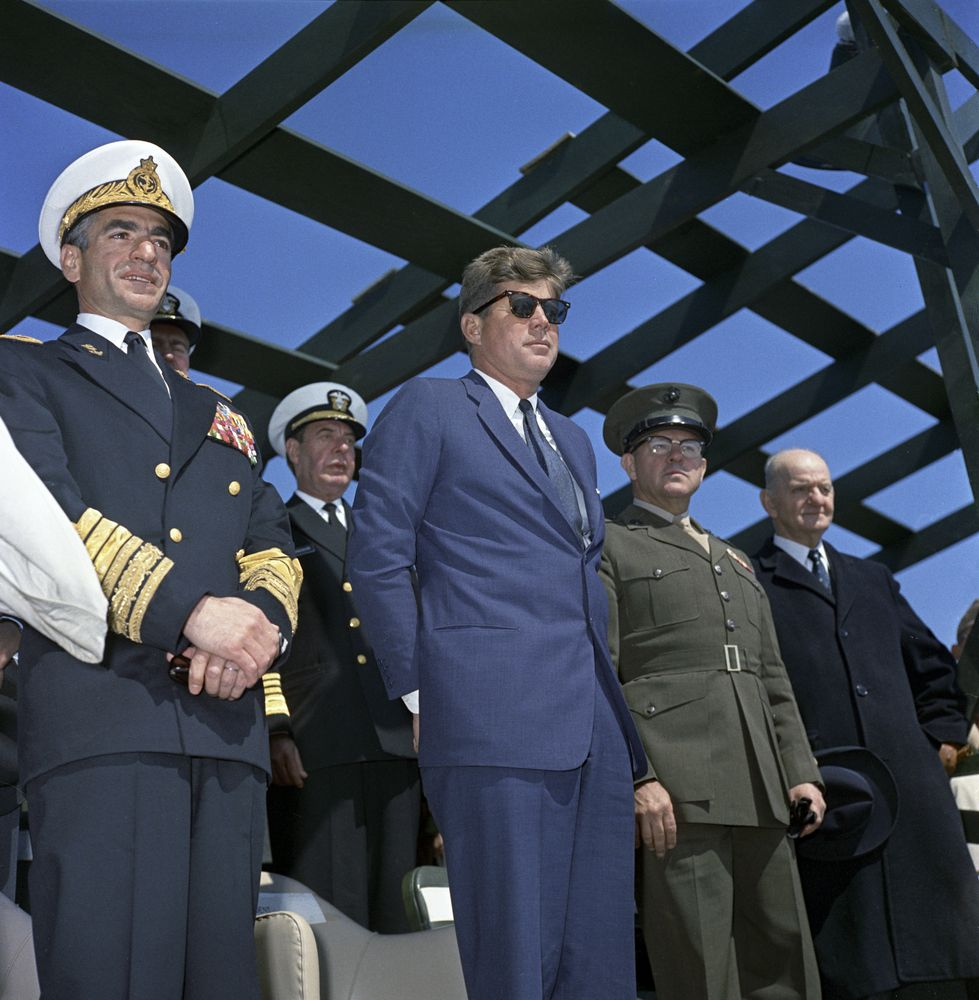
Schah Mohammad Reza Pahlavi in Marineuniform mit US-Präsident John F. Kennedy beim Abnehmen eines Manövers der United States Navy in North Carolina (1962)

Die Uniformen der Kaiserlichen Marine zeichneten sich durch den intensiven Gebrauch des damals nationalen Symbols in Form eines goldenen Löwen aus. Dieser wurde auf Knöpfen, als Gürtelschnalle und Mützenabzeichen verwendet.
Je nach Jahreszeit wechselte die Uniformfarbe: Im Frühling und Sommer trugen Angehörige der Seestreitkräfte blau-farbene Uniformen, im Winter hingegen eine weiße.
Wehrpflichtige trugen einen konventionellen marineblauen Pullover mit breitem Klappkragen, einem Halstuch und einer Mütze. Daneben bestanden zusätzliche spezialisierte und funktionale Uniformen, einschließlich für Studenten der Militärakademie und für Paraden und Zeremonien. Die Schulterklappen für Offiziere waren schwarz.

## Inventar
| Waffenart                 | Modelle                                    | Bestand | Bestellt |
| ------------------------- | ------------------------------------------ | ------- | -------- |
| Zerstörer                 | mit Flugabwehrraketen                      | 3       | 0        |
| Zerstörer                 | Kouroush-Klasse                            | 0       | 4        |
| U-Boote                   | Tang-Klasse                                | 0       | 3        |
| Fregatten                 | mit Boden-Boden-Raketen, Boden-Luft-Rakete | 4       | 0        |
| schnelle Patrouillenboote | mit Boden-Boden-Raketen                    | 0       | 12       |
| Patrouillenboote          |                                            | 25      | 0        |
| Korvetten                 |                                            | 4       | 0        |
| Minenabwehrfahrzeuge      |                                            | 5       | 0        |
| Landungsfahrzeuge         |                                            | 4       | 2        |
| Versorgungsschiffe        |                                            | 2       | 0        |
| Luftkissenfahrzeuge       | SR.N6                                      | 8       | 0        |
| Luftkissenfahrzeuge       | BH.7                                       | 6       | 0        |
| Marinehubschrauber        | Bell 205 (AB-205A)                         | 5       | 0        |
| Marinehubschrauber        | Bell 206 (AB-206A)                         | 14      | 0        |
| Marinehubschrauber        | Bell 212 (AB-212)                          | 6       | 0        |
| Marinehubschrauber        | SH-3D                                      | 20      | 0        |
| Marinehubschrauber        | S-65A                                      | 6       | 0        |
| Marinehubschrauber        | RH-53D                                     | 6       | 0        |

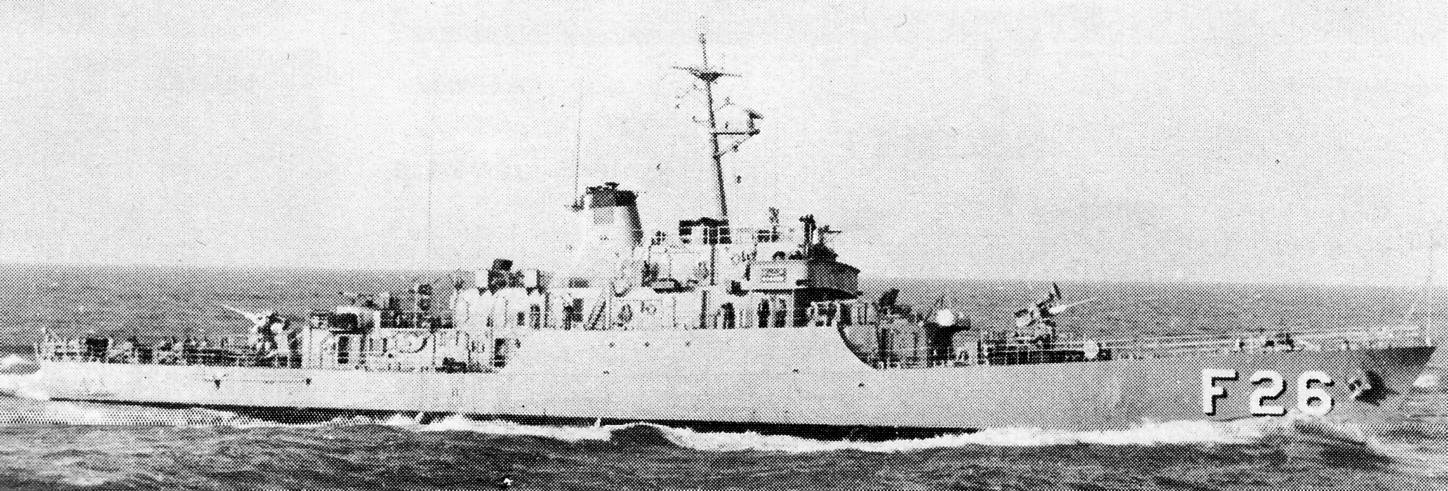
Korvette IIS Naghdi (F 26)
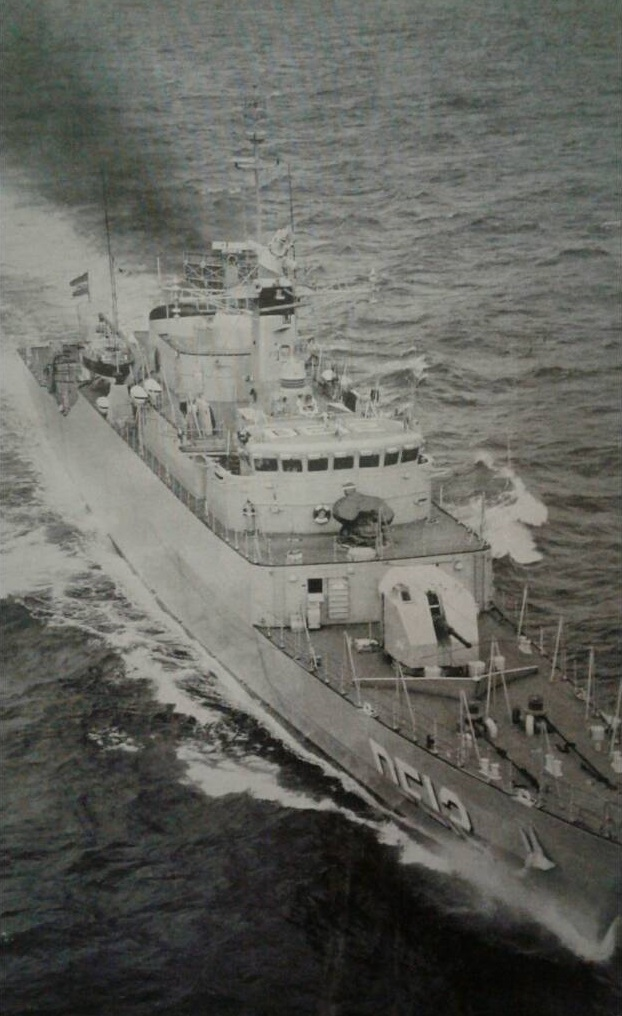
Fregatte IIS Saam (DE-12)
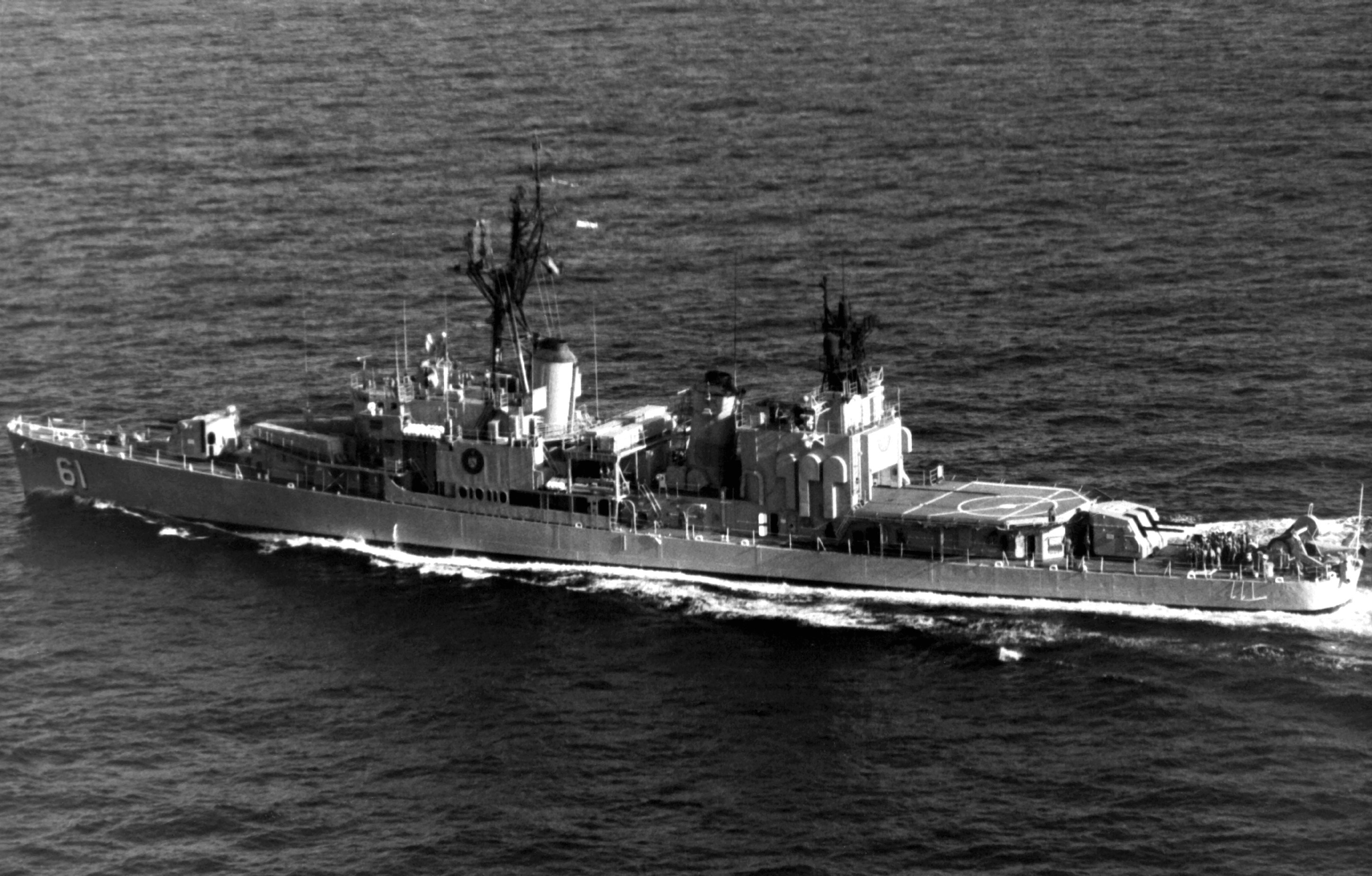
Zerstörer IIS Babr (D-61)
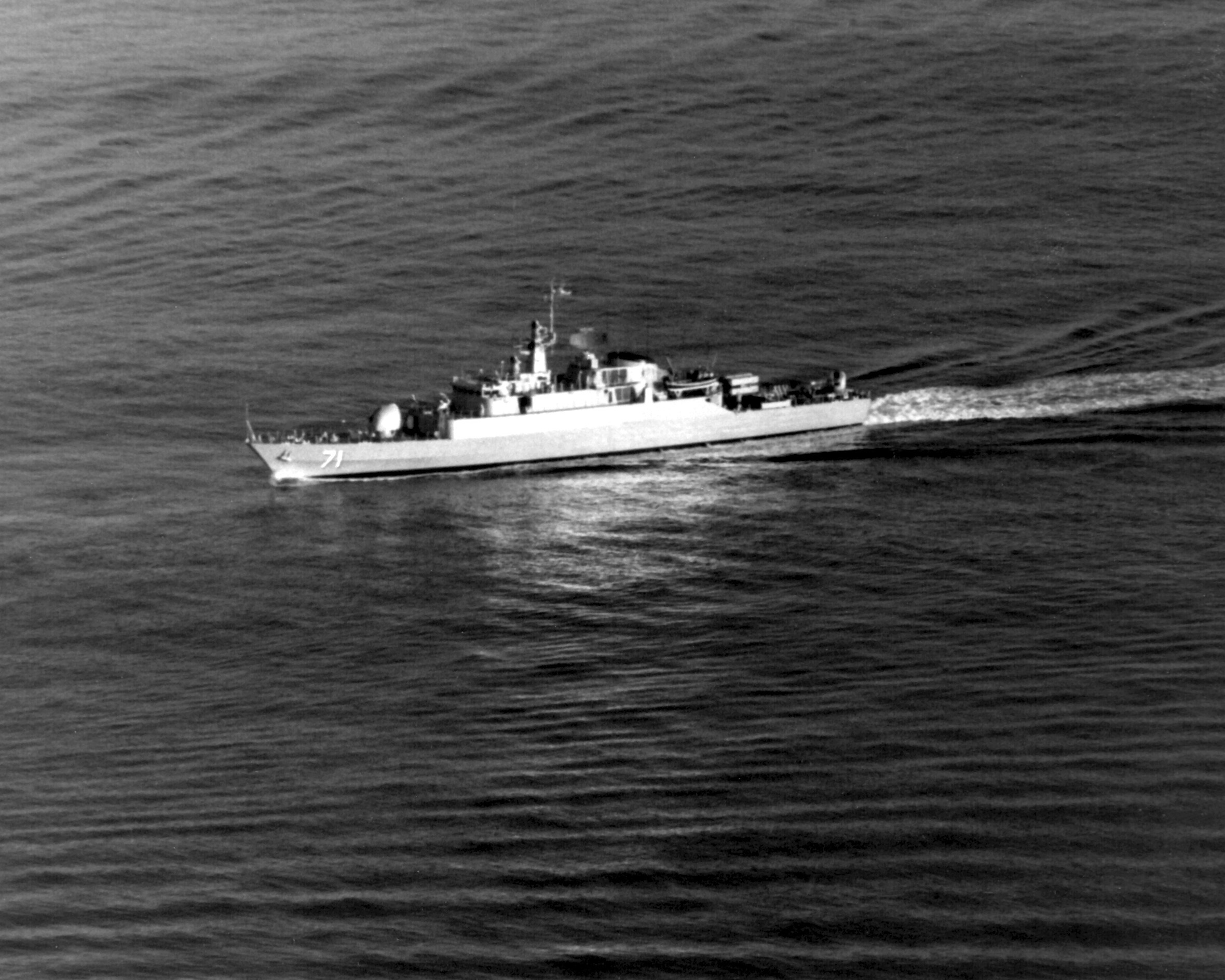
Zerstörer IS Alvand (F-71)
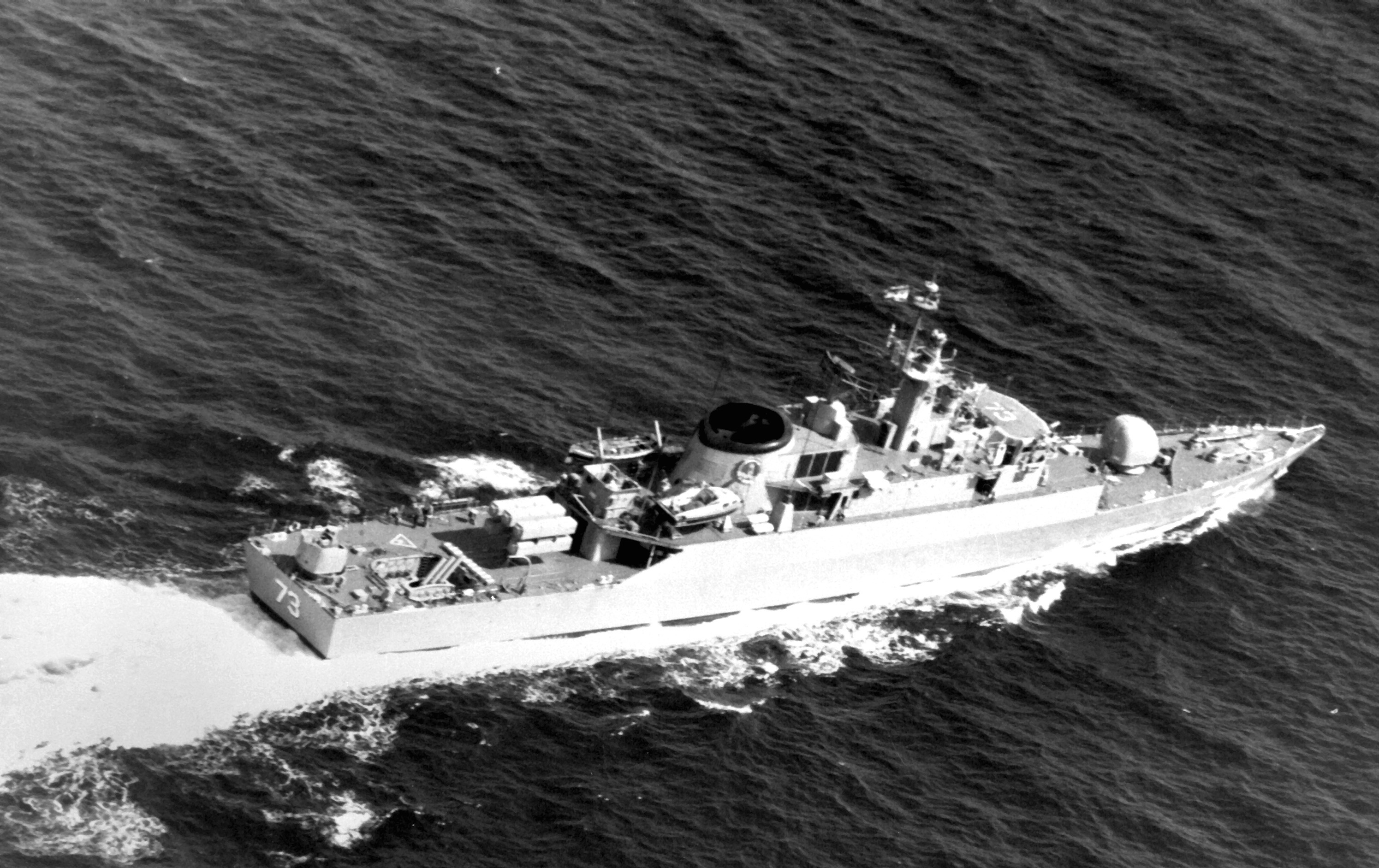
Fregatte IS Sabalan (F-73)
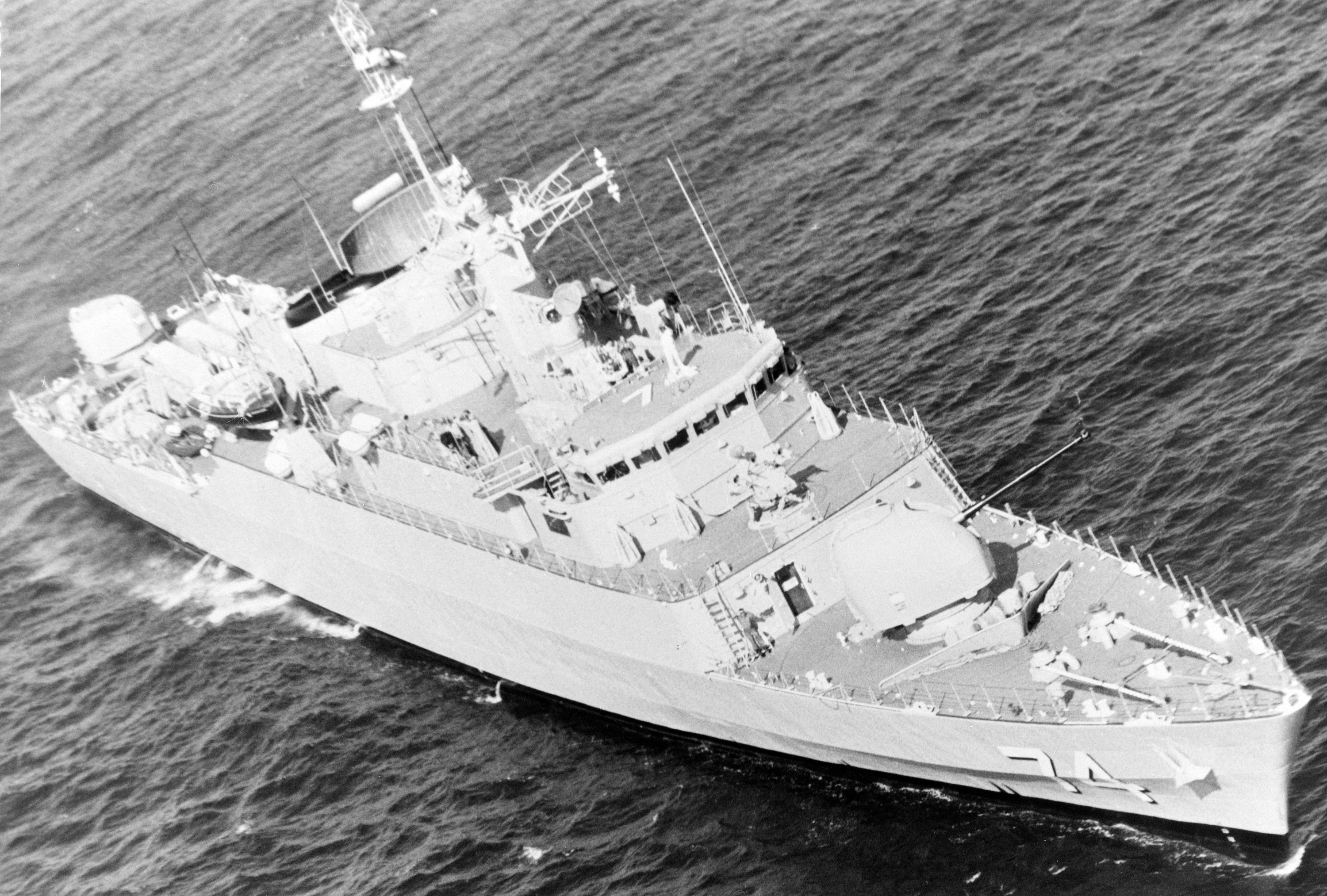
Fregatte IS Sahand (F-74)
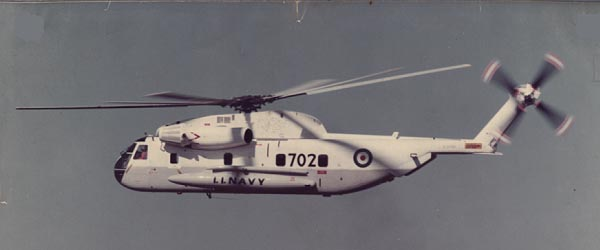
Transporthubschrauber Sikorsky CH-53

## Militärstrategische und gesellschaftliche Bedeutung

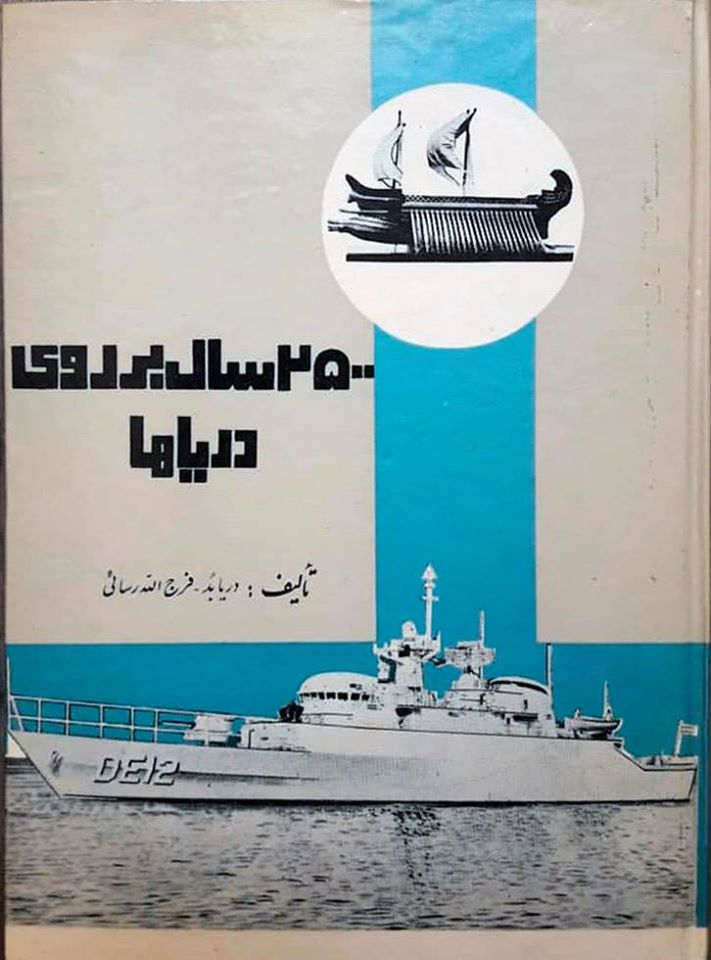
Sonderausgabe „2500 Jahre auf See“ des Peyk Darya Magazine (1973)

Die Kaiserlich Iranische Marine stellte die erste neuzeitliche Marine Irans am persischen Golf dar. Sie blieb aber in ihrer Entwicklung – aufgrund mangelnder Priorisierung – hinter den beiden anderen Teilstreitkräften erheblich zurück.
Größere und häufigere Personalfluktuationen an der Führungsspitze während der letzten Jahre des Schah-Regimes aufgrund von Korruption (z. B. Absetzung von Stabschef Abbas Ramzi Ataie 1976) erlaubten es – trotz intensiv betriebener Aufrüstung – der Marine nicht, sich in der Dynamik zu entwickeln, wie es bei der Luftwaffe der Fall war. Das Fehlen einer Marinetradition und die Kürzung der Militärausgaben in diesem Bereich (u. a. Verschiebung des Baus des Marinestützpunkts Tschahbahar, Aufschiebung von neuen Waffenbeschaffungen) trugen zu einer relativen Rückständigkeit der Marine bei.
Das unter Schah Mohammad Reza Pahlavi zunehmende maritime Hegemonialstreben des Iran am Persischen Golf und im arabischen Meer wurde von unmittelbaren Nachbarstaaten wie dem Irak oder Anrainerstaaten wie Indien als steigende strategische Bedrohung empfunden und führte zu Territorialkonflikten um Hoheitsgewässer mit Staaten wie den Vereinigten Arabischen Emiraten und Oman. 1972 und 1977 erwarb die IIN mehrere Hafenanlagen in Mauritius, was allgemein als eine Ausweitung des Operationsgebiets der Marine auf den Indischen Ozean gewertet wurde. Der Iran verstand sich in der Region als einzige Schutzmacht des Ölhandels und der Schifffahrtsfreiheit am Persischen Golf.
Die Marine bestand nahezu vollständig aus im Ausland beschafften Schiffen und Waffen und blieb daher stark auf ausländische Hilfe in den Bereichen Ausbildung und Logistik angewiesen. Gleichzeitig wäre sie außerstande gewesen, einen sowjetischen Angriff über das Kaspische Meer erfolgreich abwehren zu können. Während die Flotten am Persischen Golf und im Golf von Oman eine erhebliche Steigerung ihrer Schlagkraft erfuhren, unternahm der Iran kaum Verteidigungsanstrengungen an der kaspischen Küste.
Im Rahmen des Kalten Kriegs war der iranischen Marine vom Schah und den Vereinigten Staaten die Rolle als regionale Ordnungsmacht im Persischen Golf zugedacht, die iranische Küstengebiete sowie Inseln in Küstennähe effektiv hätte verteidigen können. Mit der fortdauernden Aufrüstung der Marine wurde dieser Aufgabenbereich auf den gesamten persischen Golf sowie die Straße von Hormus mit dem Ziel der Verteidigung der Schifffahrts- und -handelsfreiheit ausgeweitet. Im Weiteren sollte die Kaiserliche Marine die CENTO-Staaten bei der Verteidigung ihrer Hoheitsgewässer unterstützen.